# Liste der Kulturgüter in Mex VD
Die Liste der Kulturgüter in Mex VD enthält alle Objekte in der Gemeinde Mex im Kanton Waadt, die gemäss der Haager Konvention zum Schutz von Kulturgut bei bewaffneten Konflikten, dem Bundesgesetz vom 20. Juni 2014 über den Schutz der Kulturgüter bei bewaffneten Konflikten sowie der Verordnung vom 29. Oktober 2014 über den Schutz der Kulturgüter bei bewaffneten Konflikten unter Schutz stehen.
Objekte der Kategorie A sind vollständig in der Liste enthalten, Objekte der Kategorie B sind im Gemeindegebiet nicht ausgewiesen, Objekte der Kategorie C fehlen zurzeit (Stand: 1. Januar 2023).

## Kulturgüter
| Foto | | Objekt | Kat. | Typ | Standort                            | Beschreibung |
| ---- | --- | --- | ---- | --- | ----------------------------------- | ------------ |
| ja   | Datei hochladen · Wikidata zu En-Bas-Schloss mit zwei Herrenhäusern, Gemeinschaftsräumen, Landhaus und Brunnen (Q2968198) | Château d’En-Bas mit zwei Herrenhäusern, Nebengebäuden, Landhaus und Springbrunnen / Château d’En-Bas avec deux maisons de maître, communs, rural et fontaine KGS-Nr.: 06233 | A    | G   | Route de Cossonay 1 531982 / 158782 |              |